# Jeremy Dudziak
Jeremy Dudziak (Hamburg, 1995. augusztus 28. –) német-ghánai származású, tunéziai válogatott labdarúgó, a Greuther Fürth védője.

## Pályafutása
A Viktoria Beeck, az MSV Duisburg és a Schalke 04 csapatainál kezdte elsajátítani a labdarúgás alapjait, majd 2009-ben a Borussia Dortmund akadémiájához csatlakozott. Szerepelt a NextGen Series kupában. 2013. február 13-án debütált a második csapatban a Karlsruher SC ellen a 86. percben csereként váltotta Mustafa Aminit.

## Válogatott
2010. november 14-én egy alkalommal szerepelt a német U15-ös labdarúgó-válogatottban az orosz U16-os labdarúgó-válogatott elleni felkészülési mérkőzésen. A német U17-es labdarúgó-válogatottal részt vett a 2012-es U17-es labdarúgó-Európa-bajnokságon, amelyet Szlovéniában rendeztek meg, valamint részt vett az U19-es labdarúgó válogatottal a Magyarországon megrendezésre kerülő 2014-es U19-es labdarúgó-Európa-bajnokságon, ahol aranyérmesként zárt a válogatottal. 2019. szeptember 6-án mutatkozott be a tunéziai labdarúgó-válogatott Mauritánia ellen 1–0-ra megnyert mérkőzésen.

## Statisztika
2014. augusztus 29. szerint.
| Klub információ       | Klub információ       | Klub információ       | Bajnokság | Bajnokság | Kupa      | Kupa      | Összesen | Összesen |
| Szezon                | Klub                  | Bajnokság             | Mérk.     | Gól       | Mérk.     | Gól       | Mérk.    | Gól      |
| Németország           | Németország           | Németország           | Bajnokság | Bajnokság | DFB-Pokal | DFB-Pokal | Összesen | Összesen |
| --------------------- | --------------------- | --------------------- | --------- | --------- | --------- | --------- | -------- | -------- |
| 2012–13               | Borussia Dortmund II  | 3. Liga               | 1         | 0         | —         | —         | 1        | 0        |
| 2013–14               | Borussia Dortmund II  | 3. Liga               | 12        | 0         | —         | —         | 12       | 0        |
| Összesen              | Németország           | Németország           | 13        | 0         | 0         | 0         | 13       | 0        |
| Karrier teljesítménye | Karrier teljesítménye | Karrier teljesítménye | 13        | 0         | 0         | 0         | 13       | 0        |

## Sikerei, díjai
- Németország U19
  - U19-es labdarúgó-Európa-bajnokság: 2014